# 제28회 백상예술대상
제28회 백상예술대상은 1992년에 열린 시상식이다.

## 수상 및 후보

### 영화부문
| 부문           | 수상자                 | 작품                              |
| -------------- | ---------------------- | --------------------------------- |
| 대상           |                        | 《천국의 계단》                   |
| 작품상         |                        | 《천국의 계단》                   |
| 감독상         | 배창호                 | 《천국의 계단》                   |
| 남자연기상     | 유인촌                 | 《김의 전쟁》                     |
| 여자연기상     | 강수연                 | 《경마장 가는 길》                |
| 시나리오상     | 유상욱, 김영빈         | 《김의 전쟁》                     |
| 기술상(촬영)   | 전조명                 | 《김의 전쟁》                     |
| 기술상(음악)   | 장일남                 | 《피와 불》                       |
| 신인감독상     | 김영빈                 | 《김의 전쟁》                     |
| 남자신인연기상 | 이일재                 | 《장군의 아들 2》                 |
| 여자신인연기상 | 이아로                 | 《천국의 계단》                   |
| 인기상         | 이덕화 최진실          | 《개벽》 《수잔 브링크의 아리랑》 |
| 특별상         | 이만(제작, 감독, 각본) | 《뻘》                            |

### TV부문
| 부문             | 수상자         | 방송사  | 작품                                      |
| ---------------- | -------------- | ------- | ----------------------------------------- |
| 대상             |                | MBC     | 《여명의 눈동자》                         |
| 작품상           |                | MBC     | 《여명의 눈동자》                         |
| 연출상           | 김종학         | MBC     | 《여명의 눈동자》                         |
| 남자연기상       | 이낙훈 최재성  | KBS MBC | 《옛날의 금잔디》 《여명의 눈동자》       |
| 여자연기상       | 채시라         | MBC     | 《여명의 눈동자》                         |
| 극본상           | 양근승         | KBS     | 《대추나무 사랑걸렸네》                   |
| 기술상(촬영)     | 조수현         | MBC     | 《여명의 눈동자》                         |
| 신인연출상       | 김종식         | KBS     | 《도둑의 아내》                           |
| 남자신인연기상   | 천호진         | KBS     | 《대추나무 사랑걸렸네》                   |
| 여자신인연기상   | 고현정 이진아  | KBS SBS | 《대추나무 사랑걸렸네》 《미늘》          |
| 주제가상         | 나현욱, 김용호 | KBS     | 《맥랑시대》                              |
| 남자코미디연기상 | 이경규         | MBC     | 《일요일 일요일 밤에》                    |
| 여자코미디연기상 | 이경애         | KBS     | 《한바탕 웃음으로》                       |
| 비(非)극부문상   |                | MBC     | 《백로와 소년》                           |
| 쇼부문상         |                | KBS MBC | 《토요대행진》 《토요일 토요일은 즐거워》 |
| 남자인기상       | 최민수 박상원  | MBC     | 《사랑이 뭐길래》 《여명의 눈동자》       |
| 여자인기상       | 김영옥 하희라  | KBS MBC | 《옛날의 금잔디》 《사랑이 뭐길래》       |
| 특별상           | 김기팔         |         |                                           |
| 아역상           | 김선우 정후    | KBS MBC | 《형》 《가까운 골짜기》                  |

### 연극부문
| 부문           | 수상자        | 작품                                     |
| -------------- | ------------- | ---------------------------------------- |
| 대상           | 김아라        | 《사로잡힌 영혼》,《동지섣달 꽃본듯이》  |
| 작품상         |               | 《사로잡힌 영혼》                        |
| 연출상         | 김아라        | 《사로잡힌 영혼》,《동지섣달 꽃본듯이》  |
| 남자연기상     | 김재건        | 《사로잡힌 영혼》,《물거품》             |
| 여자연기상     | 김성녀        | 《욕탕의 여인들》                        |
| 희곡상         | 이강백        | 《동지섣달 꽃본듯이》                    |
| 기술상(의상)   | 변창순        | 《사로잡힌 영혼》                        |
| 신인연출상     | 채승훈        | 《레닌그라드에 피다》,《쌍시》           |
| 남자신인연기상 | 이찬우        | 《레닌그라드에 피다》                    |
| 여자신인연기상 | 정경순        | 《오나답》                               |
| 인기상         | 지춘성 이영숙 | 《동숭》 《뉴욕에 사는 차이나맨의 하루》 |